# Moritzburg
Mortizburg és un municipi alemany del land de Saxònia i molt proper a la ciutat de Dresden, conegut pel castell barroc construït per Frederic August I de Saxònia. El 2022 tenia una població estimada de 8.318 habitants.